# 풍산개
| 조선민주주의인민공화국의 천연기념물 | 조선민주주의인민공화국의 천연기념물 |
| ----------------------------------- | ----------------------------------- |
| 풍산개                              |                                     |
| 천연기념물 제 368호                 |                                     |
| 소재지                              | 량강도 김형권군 장항리              |

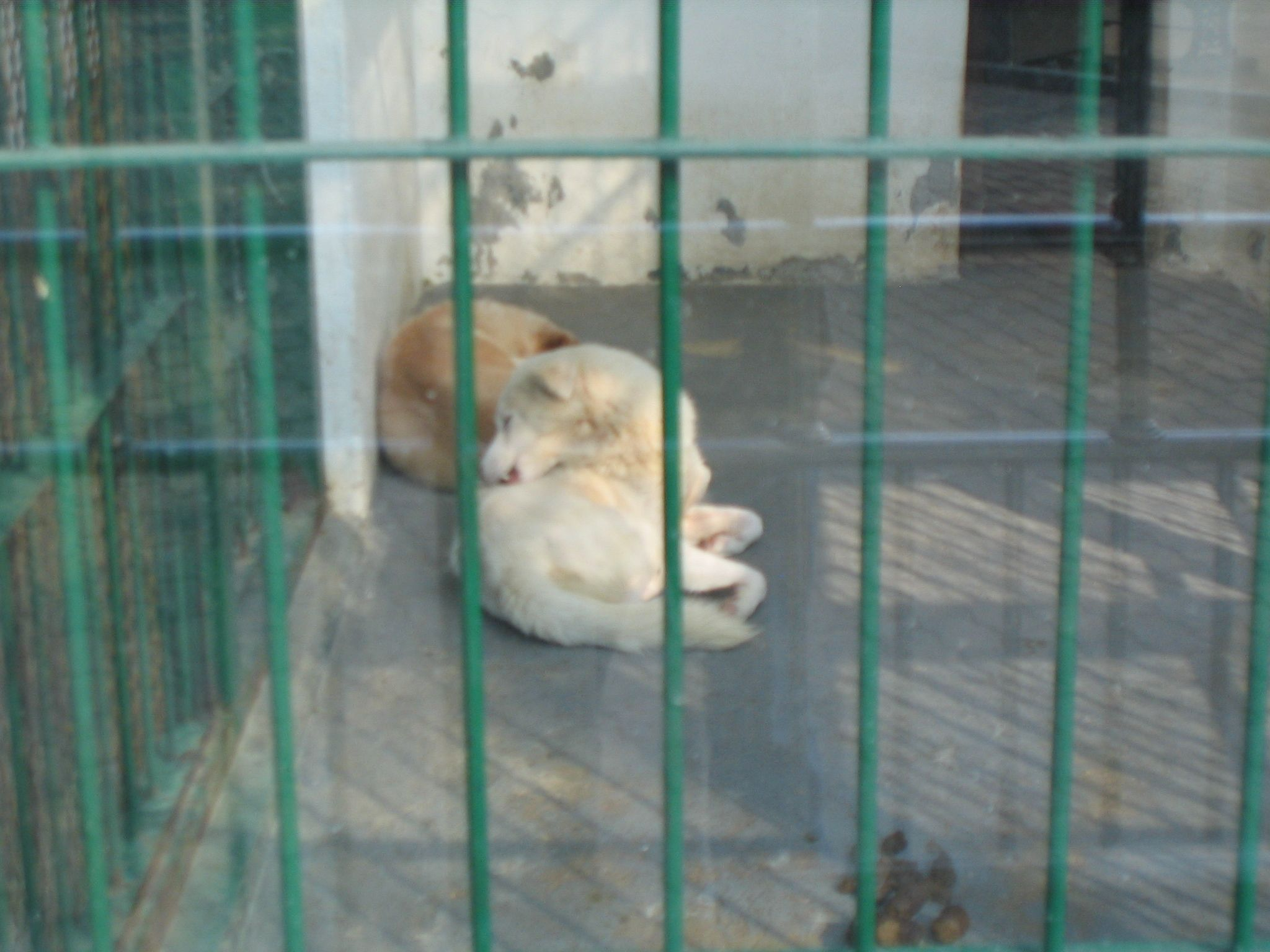
풍산개. (대구 달성공원)

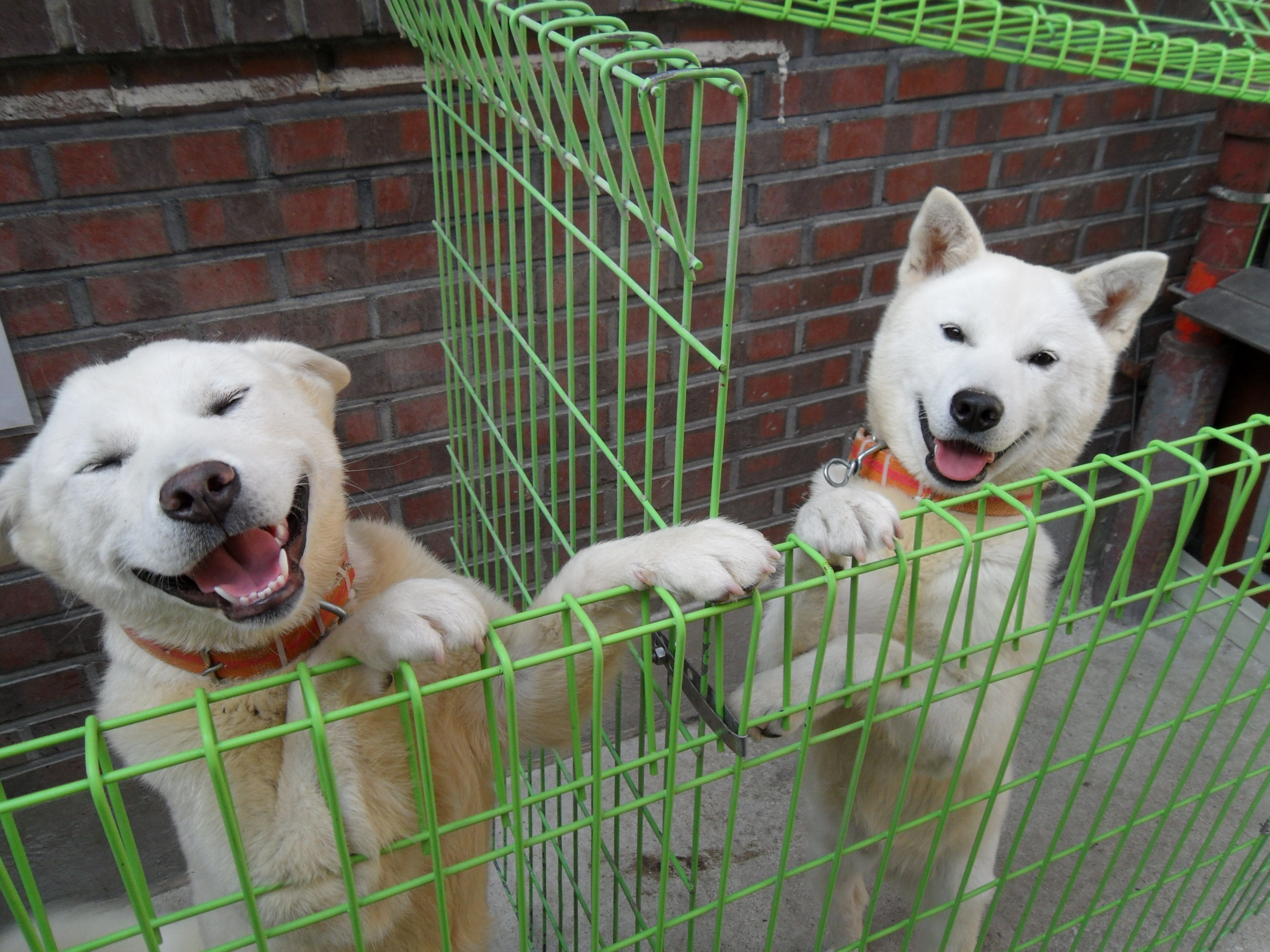
일반인에게 분양된 풍산개.

풍산개(豐山-)는 개의 품종 중 하나로, 한국의 대표적인 사냥개이다. 겉모습은 진돗개와 비슷하나, 추운 날씨에 적응하여 털이 굵고 몸이 다부지다. 품종명은 함경남도 풍산군(豊山郡)(현 량강도 김형권군)에서 유래하였다.
또한 풍산개는 큰 짐승을 사냥하는 데에 주로 쓰였으며, 한국표범이나 시베리아호랑이 같은 맹수를 사냥하기도 했다. 조선민주주의인민공화국에서는 천연기념물 368호로 지정하였고, 2014년 국견으로 지정하였다.

## 역사
그 역사에 대해서는 잘 알려진 바가 없으나 조선 시대에 왕가에서 사냥을 위해 키웠다고 알려져 있다. 많은 구전 설화에서는 풍산개 두세 마리로 호랑이나 표범을 잡았다든가, 그 빠른 움직임 등에 대한 찬양하는 묘사를 볼 수 있으며 한반도 북부의 추운 날씨를 이겨낼 수 있도록 추위에 강한 종으로 발전했다. 조선민주주의인민공화국의 매체에서는 오랜 역사를 가진 순수혈통의 개로 고구려 무용총 수렵도의 개가 풍산개라고 주장하며, 용맹하고 영리하며 주인을 잘 따르고, 자신보다 강한 적이 나타나도 물러서지 않고 숨통이 끊어질 때까지 놓아주지 않는다고 선전하고 있다.
함경남도 풍산군(현 량강도 김형권군) 출신의 풍산개는 1942년 조선총독부에 의해 천연기념물 제128호로 지정되었다. 하지만 분단 이후 휴전선 이북 지역에 있어서 대한민국에서는 1962년 해제되었으며, 조선민주주의인민공화국에서는 천연기념물 368호로 지정하였다.1999년 야생동물교류사업의 일환으로 조선중앙동물원이 경기도 과천시의 서울대공원 동물원에 '우리'와 '두리'로 명명되었으며, 역시 서울대공원으로 옮겨졌다. 서울대공원에서 키우던 이들 6마리 풍산개의 2세들은 2001년 대한민국 각 지방 동물원에 분양되었으며, 이 후 일반인에게도 분양이 이루어졌다.
2018년 9월 20일 평양 남북정상회담에서 김정은이 문재인 대통령에게 풍산개 한쌍인 '송강'과 '곰이'를 선물하였다. 선물받은 풍산개들은 대통령 관저에서 지내며, 곰이가 낳은 강아지들은 서울, 인천, 대전, 광주 4개 지방자치단체에 분양되었다.

## 외모
풍산개는 털이 두껍고 대개 흰색이지만 갈색이 섞이기도 했다. 말린 꼬리와 뾰족하게 선 귀를 갖고 있으며 어릴 때는 귀가 접혀있다가 자라면서 점점 뾰족하게 선다. 뒷다리가 튼튼해 산지에서도 활발히 활동한다. 기질이 드세고 힘이 강하며 식욕이 왕성하다.
휴전선 이북 지역의 늑대와 혼혈교배가 되어 있고, 털이 매우 곱고 힘이 있어서 한반도 북부 산악지방의 혹독하게 추운 기후에 잘 적응해있다. 풍산개는 주로 휴전선 이북 지역에서 많이 교배가 이루어지며  조선민주주의인민공화국의 외부에서는 휴전선 이남 지역과 미국에서 적은 수의 브리더가 존재한다.

## 성격
경비견과 사냥개로 키워질 만큼 영리하고 용맹하며 민첩하다. 성질은 온순한 편이지만 사냥을 하거나 천적과 싸울 때는 끝까지 싸우는 끈기가 있다. 충성심이 높아 주인을 잘 따르고 북쪽 산악지역의 품종으로 추위를 잘 견디지만, 더위에 약하다. 무리를 지어 사냥하기 때문에 다른 개들과 잘 지내는 등 사회성이 뛰어나다.

## 질병
주요 질병으로는 요로결석, 복막염, 폐암, 심장사상충, 백내장, 탈모증 등이 있다.

## 같이 보기
- 진돗개
- 삽살개